# ハンス・ローリッツ
ハンス・ローリッツ（Hans Loritz、1895年12月21日 - 1946年1月31日）は、ナチス・ドイツのダッハウ強制収容所やザクセンハウゼン強制収容所の所長を務めた人物。親衛隊（SS）の隊員であり、最終階級は親衛隊上級大佐。

## 経歴
ドイツ帝国バイエルン王国アウクスブルクに警察官の息子として生まれる。第一次世界大戦の開戦に伴い、陸軍に従軍した。三回にわたり負傷した。1915年には二級鉄十字章を叙勲している。その後、パイロットに転じ、爆撃に従事した。1918年7月にフランスで撃墜されて捕虜となる。ドイツ帝国の敗戦後の1920年2月に釈放された。帰国後、故郷のアウクスブルク警察に勤務した。
1930年8月1日に国家社会主義ドイツ労働者党（ナチス党）に入党。ひと月後に親衛隊（SS）にも入隊。第29親衛隊連隊に配属され、1933年4月20日から1933年12月15日にかけては同連隊の指導者となる。その後、第8親衛隊地区（司令部オーストリア・リンツ）や親衛隊上級地区「ドナウ」で勤務していたが、1934年7月から1936年4月にかけてエスターウェーゲン強制収容所の所長に就任する。
続いて1936年3月31日からダッハウ強制収容所の所長を務める。しかしアドルフ・ヒトラーの覚えはめでたくなく、1939年1月に解任された。1939年7月1日から1943年4月1日まで第36親衛隊地区（司令部オーストリア・グラーツ）の指導者となる。この間の1940年4月から1942年8月にかけてザクセンハウゼン強制収容所の所長に就任している。1942年5月にラインハルト・ハイドリヒがチェコで襲撃され、6月に死亡するとローリッツは報復の一環としてザクセンハウゼンの囚人から200人ほど選び出して処刑させている。しかし1942年8月の終わりにはローリッツの囚人の個人的使用が目に余るとされて所長の地位はアントン・カイントルに代えられることとなった。
この後、第二次世界大戦でドイツが敗戦するまで「北方」親衛隊及び警察高級指導者ヴィルヘルム・レディース下でノルウェーの全ての労働収容所と捕虜収容所の監督を行う仕事に従事する。
戦後、ソ連軍に逮捕され、ソ連の軍事法廷にかけられる予定であったが、その前に拘禁されていたノイミュンスターの収容所内で自殺した。

## キャリア

### 階級
- 1931年11月15日、親衛隊少尉
- 1932年4月11日、親衛隊大尉
- 1932年8月23日、親衛隊少佐
- 1933年7月15日、親衛隊中佐
- 1934年3月16日、親衛隊大佐
- 1935年9月15日、親衛隊上級大佐

### 叙勲
- 二級鉄十字章（1914年版）
- 一級及び二級剣付き戦功十字章
- 二級剣無し戦功十字章